# La Lumière bleue
Pour les articles homonymes, voir Lumière bleue (homonymie).
Pour plus de détails, voir Fiche technique et Distribution.
La Lumière bleue (en allemand : Das Blaue Licht) est un film allemand en noir et blanc, mystique, romantique et finalement tragique, de 1932 écrit et réalisé par Leni Riefenstahl, Béla Balázs et Carl Mayer.

## Synopsis
Junta, une Italienne sauvageonne, simple, innocente et un peu mystique, vit à l'écart du village et en marge de la société en compagnie de Vigo, un berger. Elle est la seule personne capable d'escalader les montagnes voisines et d'atteindre une grotte sur le Monte Cristallo d'où rayonne une mystérieuse lumière bleue visible depuis le village d'en bas lors des soirs de pleine lune. Junta est haïe par les villageois qui la soupçonnent d'être une sorcière, et en particulier par les femmes, car plusieurs jeunes hommes du village sont morts en essayant d'atteindre la lumière bleue en pleine nuit. Le peintre Tonio découvre l'existence de Junta et sa passion pour la lumière bleue, produite par les cristaux de la grotte. Tonio la trahira en révélant aux habitants le chemin menant à la grotte, qui est vite dépouillée de ses cristaux, ce qui poussera Junta à se suicider par désespoir.

## Fiche technique
- Titre : La Lumière bleue
- Titre original : Das blaue Licht - Eine Berglegende aus den Dolomiten
- Réalisation : Leni Riefenstahl et Béla Balázs (non crédité)
- Scénario : Béla Balázs, Leni Riefenstahl et Carl Mayer (non crédité) d'après le roman Bergkristall de Gustav Renker (non crédité) et le conte des frères Grimm du même nom
- Musique : Giuseppe Becce
- Photographie : Hans Schneeberger et Heinz von Jaworsky
- Montage : Leni Riefenstahl
- Production : Leni Riefenstahl et Harry R. Sokal
- Société de production : Leni Riefenstahl-Produktion
- Pays :  République de Weimar
- Genre : Drame et fantastique
- Durée : 85 minutes
- Dates de sortie : 
  - République de Weimar : 24 mars 1932

## Lieux de tournage
Le tournage a eu lieu en Italie à Sarentino (en allemand : Sarntal), dans le massif de Brenta, Dolomites ainsi que dans le Tessin en Suisse.

## Distribution
- Leni Riefenstahl : Junta
- Mathias Wieman : Vigo
- Beni Führer : Tonio
- Max Holzboer : Wirt
- Martha Mair : Lucia
- Francesco Maldacea : Guzzi

## Autres versions
- En 1937, une version du film sort en expurgeant les noms de Carl Mayer, Béla Balázs et du producteur Harry R. Sokal, parce qu'ils sont Juifs.
- En novembre 1951, une nouvelle version agrémentée d'une nouvelle bande son, financée par des sociétés italiennes, est présentée à Rome. Riefenstahl réduit la durée du film de 86 à 73 minutes en supprimant la scène finale. Le film a été commercialisé avec le crédit Une légende de montagne par Leni Riefenstahl. Le film a été distribué en Allemagne et en Autriche sous le titre Die Hexe von Santa Maria (en français : La Sorcière de Santa Maria).

## Inspiration
L'histoire s'inspire d'une ancienne légende allemande, d'un conte des frères Jacob et Wilhelm Grimm et d'une nouvelle écrite en 1930 par le Suisse Gustav Renker, Bergkristall. Cependant Leni Riefenstahl s'est toujours défendue de s'être inspirée de ce dernier ouvrage.

## Prix et récompenses
- 1932 : Médaille d'argent du Festival du Film de Venise